# Артельный сельский совет Харьковской области
Артельный сельский совет — входит в состав Лозовского района Харьковской области Украины.
Административный центр сельского совета находится в селе Артельное.

## История
- 1919 — дата образования.

## Населённые пункты совета
- село Артельное
- село Барабашовка
- село Григоросово
- село Дивизийное
- село Николаевка
- село Надеждино

### Ликвидированные населённые пункты
- село Михайловка